# Duinkerken (Gelderland)
Duinkerken is een gehucht aan de noordkant van Oosterwolde, in de Nederlandse gemeente Oldebroek.
De Duinkerkerweg is genoemd naar het gehucht, deze weg loopt naar de Kleine Woldweg.
Dorpen: Hattemerbroek · Kerkdorp · 't Loo · Noordeinde · Oldebroek · Oosterwolde · Wezep

Buurtschappen: Bovenveen · Duinkerken · Eekt · Mullegen · Posthoorn · Trutjeshoek · Voskuil · Zuideinde (deels)

Gelderland: Steden en dorpen in Gelderland      Nederland: Provincies · Gemeenten